# Bahnstrecke Šahy–Krupina
| Kursbuchstrecke (ZSSK): | 153                  |                                          |                                          |
| Streckenlänge: | 40,400 km            |                                          |                                          |
| Spurweite: | 1435 mm (Normalspur) |                                          |                                          |
| Streckenklasse: | C2                   |                                          |                                          |
| Streckengeschwindigkeit: | 70 km/h              |                                          |                                          |
| |                      |                                          |                                          |
| \| \| \| von Balassagyarmat \| \| \| \| 0,000 \| Šahy Ipolyság \| Šahy Ipolyság \| \| \| \| nach Čata \| \| \| \| 5,041 \| Hrkovce Gyerk \| Hrkovce Gyerk \| \| \| 7,731 \| Tupá Tompa \| Tupá Tompa \| \| \| 11,938 \| Slatina Szalatnya \| Slatina Szalatnya \| \| \| \| Staatsgrenze Ungarn–Slowakei (1938–1945) \| \| \| \| 14,246 \| Dudince \| Dudince \| \| \| 15,884 \| Terany \| Terany \| \| \| 18,733 \| Dvorníky \| Dvorníky \| \| \| 19,991 \| Hontianske Tesáre \| Hontianske Tesáre \| \| \| 27,928 \| Domaníky \| Domaníky \| \| \| 29,829 \| Hontianske Nemce \| Hontianske Nemce \| \| \| 34,035 \| Devičie \| Devičie \| \| \| 37,964 \| Bzovík \| Bzovík \| \| \| 40,400 \| Krupina früher Korpona \| Krupina früher Korpona \| \| \| \| nach Zvolen osobná stanica \| \| |                      |                                          |                                          |
| Strecke (außer Betrieb) |                      | von Balassagyarmat                       | von Balassagyarmat                       |
| Kopfbahnhof Strecke bis hier außer Betrieb | 0,000                | Šahy Ipolyság                            | Šahy Ipolyság                            |
| Abzweig geradeaus und nach links |                      | nach Čata                                | nach Čata                                |
| Haltepunkt / Haltestelle | 5,041                | Hrkovce Gyerk                            | Hrkovce Gyerk                            |
| Haltepunkt / Haltestelle | 7,731                | Tupá Tompa                               | Tupá Tompa                               |
| Haltepunkt / Haltestelle | 11,938               | Slatina Szalatnya                        | Slatina Szalatnya                        |
| Grenze |                      | Staatsgrenze Ungarn–Slowakei (1938–1945) | Staatsgrenze Ungarn–Slowakei (1938–1945) |
| Haltepunkt / Haltestelle | 14,246               | Dudince                                  | Dudince                                  |
| Haltepunkt / Haltestelle | 15,884               | Terany                                   | Terany                                   |
| Haltepunkt / Haltestelle | 18,733               | Dvorníky                                 | Dvorníky                                 |
| Bahnhof | 19,991               | Hontianske Tesáre                        | Hontianske Tesáre                        |
| Haltepunkt / Haltestelle | 27,928               | Domaníky                                 | Domaníky                                 |
| Bahnhof | 29,829               | Hontianske Nemce                         | Hontianske Nemce                         |
| Haltepunkt / Haltestelle | 34,035               | Devičie                                  | Devičie                                  |
| Haltepunkt / Haltestelle | 37,964               | Bzovík                                   | Bzovík                                   |
| Bahnhof | 40,400               | Krupina früher Korpona                   | Krupina früher Korpona                   |
| Strecke |                      | nach Zvolen osobná stanica               | nach Zvolen osobná stanica               |

Die Bahnstrecke Šahy–Krupina ist eine regionale Eisenbahnverbindung in der Slowakei. Sie zweigt in Šahy von der Bahnstrecke Čata–Balassagyarmat ab und führt im Tal der Štiavnica über Dudince nach Krupina, wo sie in die Strecke Zvolen–Krupina einmündet.

## Geschichte
Die Strecke wurde am 7. April 1899 als private Lokalbahn eröffnet. Den Betrieb führten die Königlich Ungarischen Staatsbahnen (MÁV) für Rechnung der Eigentümer.
Nach dem Zerfall Österreich-Ungarns im Oktober 1918 und der Gründung des neuen Staates Tschechoslowakei ging die Betriebsführung an die neu gegründeten Tschechoslowakischen Staatsbahnen (ČSD) über. Die ČSD eröffneten am 15. Januar 1925 als Erweiterung nach Norden die Bahnstrecke Zvolen–Krupina. In den Reisezugfahrplänen war die Strecke fortan in der Relation Parkan–Čata–Šahy–Zvolen enthalten.
Ab den 1930er Jahren setzten die ČSD im Reiseverkehr moderne Motorzüge ein, die sowohl eine Verdichtung des Fahrplanes, als auch eine deutliche Fahrzeitverkürzung ermöglichten. Der Sommerfahrplan 1938 verzeichnete sechs Zugpaare in der Relation Parkany–Zvolen, von denen drei als Motorzug geführt waren.
Nach dem Ersten Wiener Schiedsspruch kamen die mehrheitlich ungarisch besiedelten Gebiete der Tschechoslowakei und damit auch die Strecke zwischen Šahy und Slatina (ungarisch: Szalatnya) im November 1938 wieder zu Ungarn. Betreiber dieses Streckenabschnittes waren nun wieder (bis 1945) die MÁV. Im Sommerfahrplan 1941 verkehrte ein grenzüberschreitendes Personenzugpaar zwischen Ipolyság und Hontianske Tesáre, wobei der Aufenthalt im Grenzbahnhof Szalatnya in der Regel etwa 15 Minuten betrug. Im Betrieb der slowakischen Staatsbahn Slovenské železnice (SŽ) verkehrten fünf Personenzugpaare zwischen Dudince und Zvolen sowie weitere auf Teilstrecken. Nach dem Zweiten Weltkrieg kam die Strecke wieder vollständig zu den ČSD.

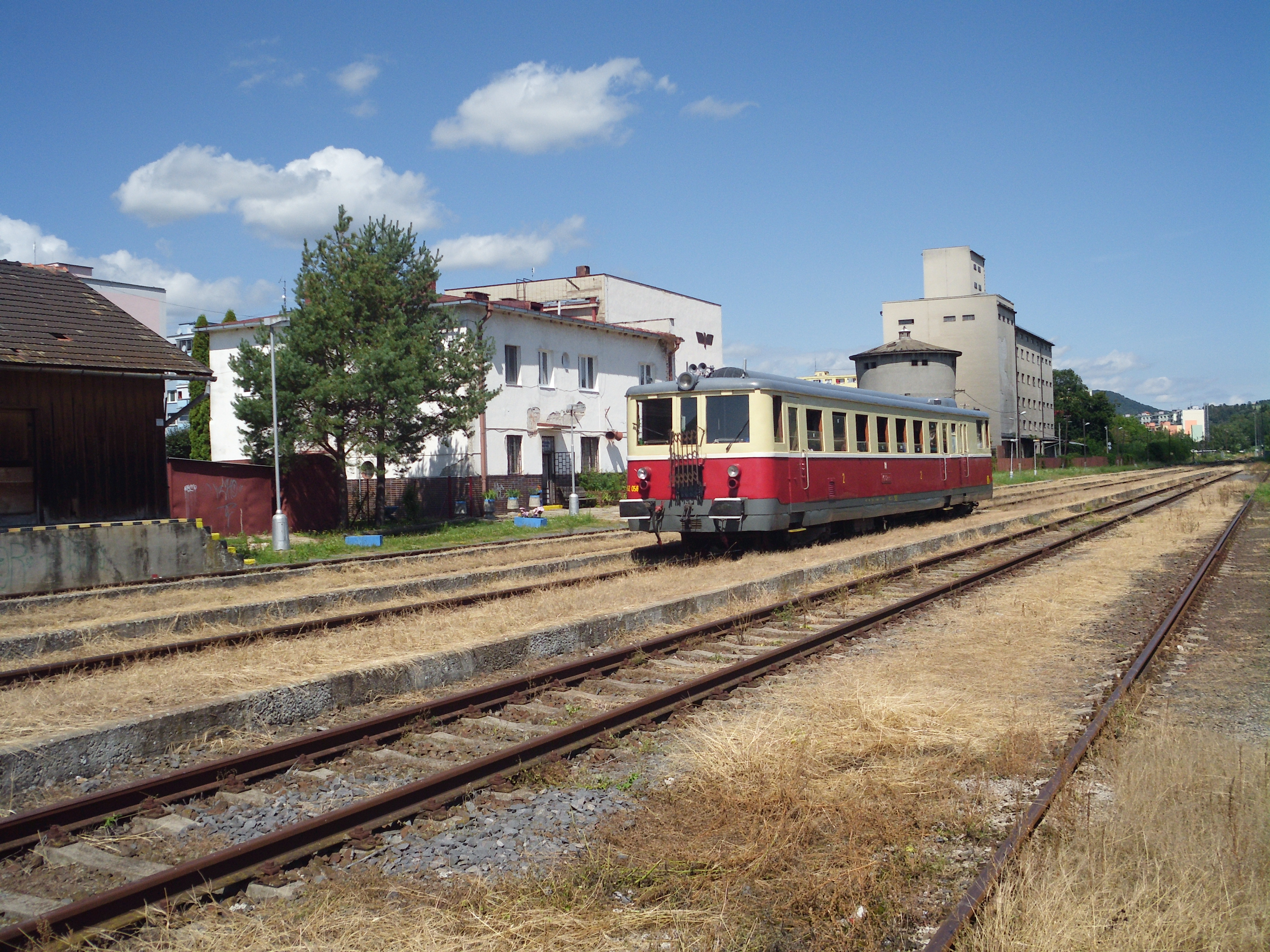
Bahnhof Krupina mit Sonderzug (2014)

Die ČSD verdichteten den Fahrplan auf bis zu acht Personenzugpaare in der Relation Šahy–Zvolen. Seit den 1960er Jahren verkehrte zudem ein Schnellzugpaar Štúrovo–Zvolen. Zuletzt als beschleunigter Personenzug mit häufigeren Halten ausgewiesen, fuhr dieser Zug letztmals im Jahresfahrplan 2000. 
Am 1. Januar 1993 ging die Strecke in Folge der Dismembration der Tschechoslowakei an die neu gegründeten Železnice Slovenskej republiky (ŽSR) über.
Am 2. Februar 2003 wurde der Personenverkehr eingestellt.
Die Initiative zur Wiederaufnahme des Personenverkehrs ging im Frühjahr 2018 vom slowakischen Verkehrsminister Arpád Érsek aus. Am 26. April 2018 fand dazu eine Sonderzugfahrt zwischen Zvolen und Šahy statt, bei der neben dem Verkehrsminister auch die Direktoren von ŽSR und ZSSK, sowie Vertreter der Anliegergemeinden teilnahmen. Vereinbart wurde die Wiederaufnahme des Personenverkehrs für Sommer 2019. Nach zügiger Instandsetzung der Reiseverkehrsanlagen konnte dann der Personenverkehr am 2. Jänner 2019 wieder aufgenommen werden.
Im Jahresfahrplan 2021 verkehren Personenzüge der ZSSK werktags im Zweistundentakt, von denen die meisten von und nach Zvolen durchgebunden werden. Samstags und sonntags verkehren nur einzelne Züge ohne Rückleistung, ansonsten ruht der Reiseverkehr. Die Haltestellen Slatina/Szalatnya und Devičie werden nicht bedient.